# Gerbillus muriculus
Gerbillus muriculus es una especie de roedor de la familia Muridae.

## Distribución geográfica
Se encuentra principalmente en el oeste de Sudán. 